# Britta Keils

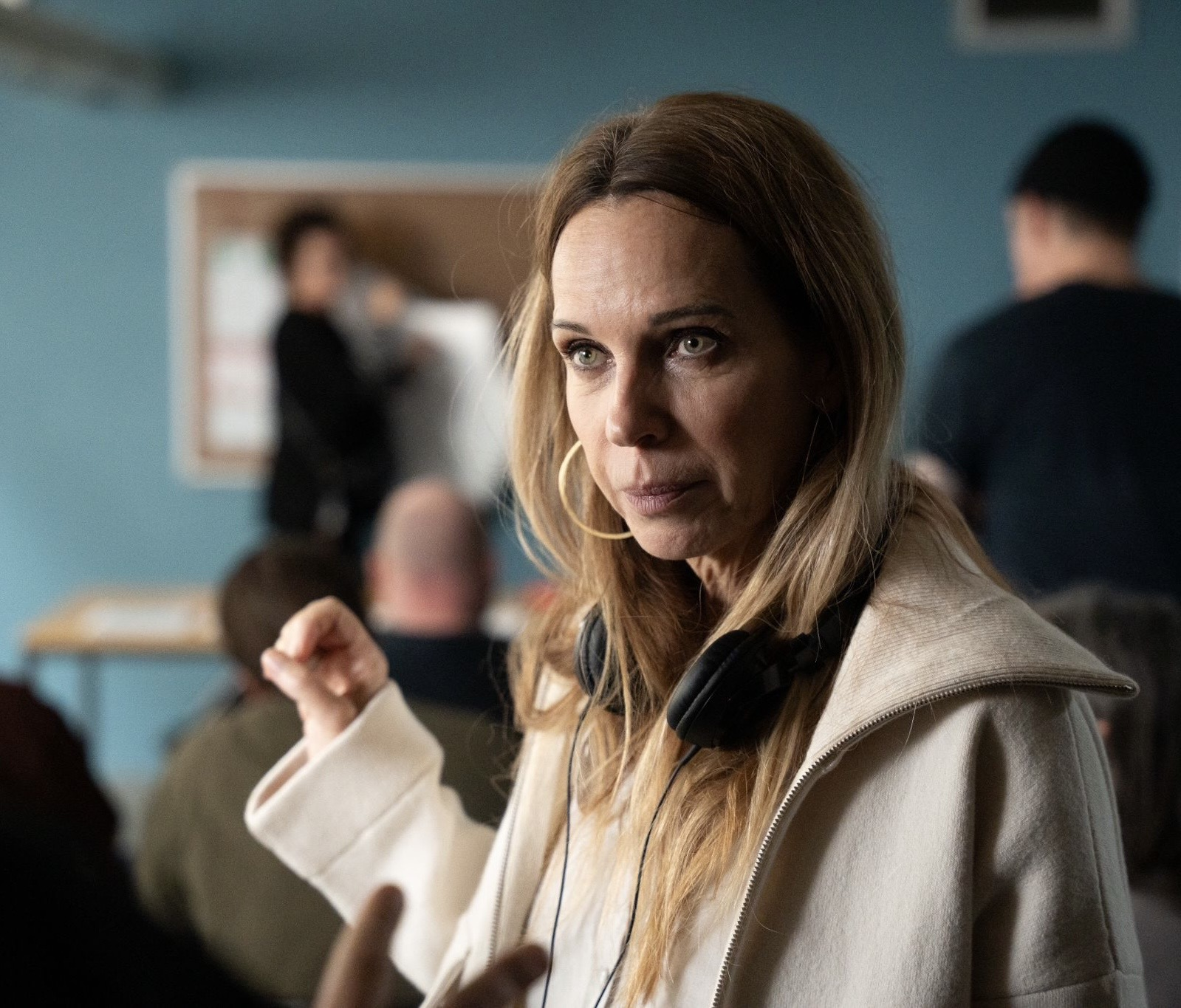
Britta Keils

Britta (Marlene) Keils (*  in Köln) ist eine deutsche Filmregisseurin.

## Leben
Von 1984 bis 1986 absolvierte sie ihre Berufsausbildung zur Fotografin. Anschließend schloss sie ihre Ausbildung als staatlich anerkannte Erzieherin 1990 an der Fachoberschule der Pädagogik ab. Von 1990 bis 1991 machte sie ein Praktikum im ARD-Auslandsstudio in Washington, D.C. und in New York. Im Jahr 1994 redigierte sie das Format „Die Zeit läuft“ bei Endemol und ORF in Wien. Seit 1998 ist sie als Regisseurin tätig. Britta Keils spricht Niederländisch und Englisch und lebt in Berlin.

## Filmografie (Auswahl)
- 2025: Wilsberg: Achtsam bis tödlich
- 2024: Marie fängt Feuer – Brüder (TV-Film, ZDF)
- 2024: Marie fängt Feuer – Vergeben und Vergessen (TV-Film, ZDF)
- 2023: Wilsberg: Verlorene Illusionen (TV-Film, ZDF)[2]
- 2023: Wilsberg – mit allen Wassern gewaschen (TV-Film, ZDF)[2]
- 2023: Mona und Marie: Ein etwas anderer Geburtstag (TV-Film)[3][4]
- 2022: Landfrauen – Wir können auch anders! (TV-Film, ARD)[5][6]
- 2021: Ein Sommer in der Bretagne (TV-Film, ZDF)[7][8][9]
- 2020–2021: Lena Lorenz (Serie, ORF 2)[10][11][12][13][14][15][16]
- 2018: Heldt (Serie, ZDF)[17]
- 2018–2019: Bettys Diagnose (Serie, ZDF)[18]
- 2018: Lifelines (Serie, RTL)[19]
- 2009–2015: Gute Zeiten, schlechte Zeiten (Serie, RTL)[20][21][22]
- 2010: Der Clan (Pilotfolge, RTL)[23]
- 2008–2009: Alisa - Folge deinem Herzen (Serie, ZDF)[24][25]

## Rezension
Die Regisseurin würde u. a. nach einem Artikel der Berliner Morgenpost in dem Film Landfrauen – Wir können auch anders! „auf gute Dialoge, schöne Bilder und viel Atmosphäre“ setzen. Das idyllische Landleben fange sie gelungen ein und die frische Luft sei fast spürbar. Es sei eine Liebeskomödie trotz bäuerliche Existenzängste. Der Geschichte mangele es trotzdem nicht „an einer gewissen Realitätsnähe“.